# Lycoming XR-7755

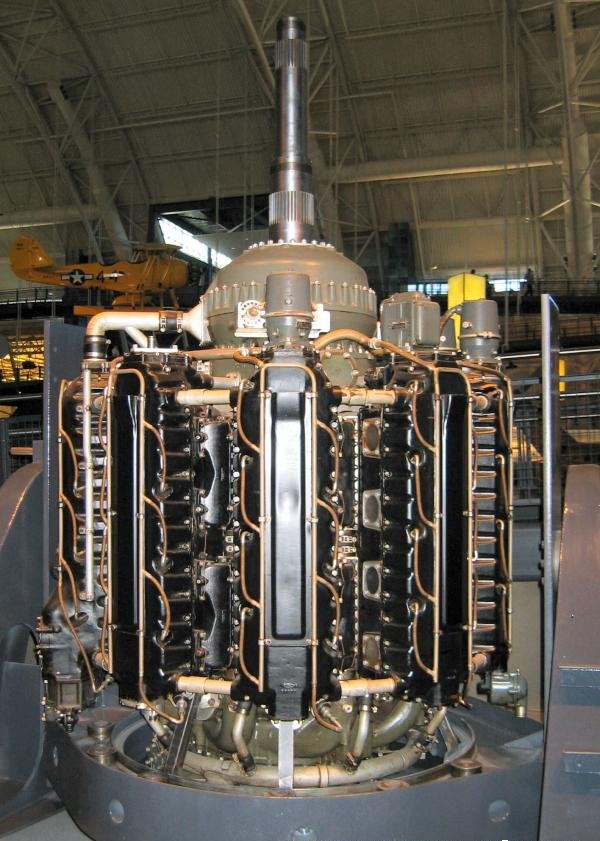
Lycoming XR-7755

Lycoming XR-7755 ist die Bezeichnung eines Flugmotors, der zwischen 1943 und 1946 als Reihensternmotor durch den US-amerikanischen Hersteller Lycoming entwickelt wurde. Der XR-7755 markierte den Höhepunkt der Entwicklung von Sternmotoren als Flugmotoren.

## Geschichte
Seit 1933 entwickelte Lycoming leistungsstarke Flugzeugantriebe für die United States Armed Forces, allerdings ohne damit in die Serienfertigung zu kommen. Nach dem O-1230 mit 12 Zylindern und 1200 PS, der 1940 flog, dem 24-Zylinder-Motor XH-2470, der mit 2300 PS 1943 fertig war, plante Lycoming ab 1943 den größten und stärksten Kolbenmotor, der die kommenden Riesenflugzeuge wie die Convair B-36 Peacemaker antreiben sollte.
Nach dem Ende des Zweiten Weltkriegs wurde die Entwicklung des Triebwerks Ende 1946 eingestellt, weil das Militär keinen Bedarf mehr hatte.

## Konstruktion
Der XR-7755 war ein Viertakt-Ottomotor, ausgeführt als 36-Zylinder-Reihensternmotor mit Flüssigkeitskühlung, bei dem neun Vier-Zylinderbänke um die Kurbelwelle radial angeordnet waren. Wie aus der Typenbezeichnung ersichtlich, beträgt der Hubraum 7755 Kubikzoll, was 127 Litern entspricht. Die Buchstaben „X“ standen für Experimental, das „R“ für Radial in Bezug auf die Sternmotorkonfiguration.
In jeder Zylinderbank saß eine obenliegende Nockenwelle (OHC-Ventilsteuerung) mit zwei separaten Nockensätzen mit unterschiedlichen Steuerzeiten – eine Nocke für den spritsparenden Reisemodus, die zweite für den leistungsintensiven Startmodus. Dieses Umschalten der Ventilsteuerung erfolgte durch axiales Verschieben der Nockenwellen.
Die Kurbelwelle war vierfach gekröpft – für jeden der vier Sterne einmal. Die Versatzwinkel der einzelnen Kröpfungen betrugen wie beim Reihen-Vierzylinder 0°, 180°, 180°, 0°. So werden gleichmäßige Zündabstände erreicht (je 20° Kurbelwellenumdrehung eine Zündung). Die Kurbelwelle wurde aus fünf Einzelteilen gebaut, jeweils am hinteren Ende eines jeden Hubzapfens war die Verbindung zum nächsten Segment mittels einer Passverzahnung und Sicherungsbolzen. Die Kurbelwelle war im Gehäuse fünffach wälzgelagert.
Zur Verbesserung der Höhenleistung war der Motor aufgeladen. Dies wurde sowohl durch einen von der Kurbelwelle angetriebenen Radiallader als auch durch einen zusätzlichen Turbolader bewerkstelligt.
Angestrebtes Entwicklungsziel des vierventiligen Viertakt-Triebwerks waren 7000 PS (5150 kW). Ebenso gewaltig war deshalb auch der absolute Kraftstoffverbrauch: bei 2600/min, bei denen 5000 PS erzeugt wurden, benötigte der XR-7755 rund 2200 Liter AvGas pro Stunde. Dennoch war der Motor mit 170 bis 183 g/PS recht effizient. Wie alle großen und sehr leistungsstarken Flugmotoren trieb er ein Paar koaxial angeordneter gegenläufiger Propeller an, denn ein herkömmlicher einzelner Propeller benötigte sonst einen unpraktikabel großen Durchmesser, um die große Leistung noch in Vortrieb umwandeln zu können.
Der XR-7755 ist der größte und stärkste je gebaute Flugzeug-Kolbenmotor der Welt. Lediglich als Schiffsmotoren wurden und werden von der Maschinenfabrik Swesda aus Sankt Petersburg größere Sternmotoren hergestellt. Aus der Typenfamilie Swesda TschN16/17 stammen sowohl 42-Zylinder-Reihensternmotoren als auch 56-Zylinder-Reihensternmotoren sowie Doppelmotoren mit 112 Zylindern.

## Technische Daten
| Kenngröße     | Daten des XR-7755                                                                           |
| ------------- | ------------------------------------------------------------------------------------------- |
| Bauart        | vierventiliger, wassergekühlter 36-Zylinder-Viertakt-Ottomotor (144 Ventile, OHC-gesteuert) |
| Bohrung       | 6,375 in (161,9 mm)                                                                         |
| Hub           | 6,750 in (171,5 mm)                                                                         |
| Hubraum       | 7.755 in³ (127 Liter)                                                                       |
| Startleistung | 5.000 PS (ca. 3.700 kW) bei 2.600 min−1                                                     |
| Dauerleistung | 4.000 PS (ca. 2.900 kW) bei 2.300 min−1                                                     |
| Länge         | 121,35 in (3.082 mm)                                                                        |
| Durchmesser   | 61,00 in (1.549 mm)                                                                         |
| Trockenmasse  | 6.050 lb (ca. 2.740 kg)                                                                     |

## Erhaltenes Triebwerk
Ein Exemplar des XR-7755 ist im National Air and Space Museum erhalten.